# Полет 105 на „Британия Еъруейс“
Полет 105 на „Британия Еъруейс“ е международен туристически чартърен полет от летище „Лондон Лутън“, Лондон, Великобритания, до летище „Брник“, Горен Брник, Югославия (днес Словения), управляван от „Британия Еъруейс“. На 1 септември 1966 г. самолетът „Бристъл 175 Британия 102“, който изпълнява полета, катастрофира по време на финалния подход към писта в Горен Брник. Машината се удря в няколко дървета в гората край село Насовче, на 2,8 км югоизточно от прага на пистата, което причинява смъртта на 98 от общо 117 пътници и екипаж на борда.
След катастрофата започва мащабна спасителна операция, в която участват пожарникари и много местни жители. Първоначално пожарникарите търсят самолета в района на Менгеш поради невярна информация за местонахождението, но заедно със спасителите все пак намират останките на машината, изваждат оцелелите и им оказват медицинска помощ. Въпреки това няколко от тях умират по-късно от раните си.
Разследването разкрива, че най-вероятната причина е грешка на главния пилот, който не настройва висотомера, както е указано от контрола на въздушното движение. Екипажът прави опит да приземи самолета през нощта, което заедно със залесения терен прави невъзможно пилотите да виждат наземните ориентири и по този начин не преценяват правилно ъгъла на подход. Машината е приблизително на 300 м по-ниско от показания от висотомера и така се разбива в дърветата няколко километра преди пистата.